# Natosquilla
Natosquilla is een geslacht van kreeftachtigen uit de klasse van de Malacostraca (hogere kreeftachtigen).

## Soort
- Natosquilla investigatoris (Lloyd, 1907)